# Revolcadores
Revolcadores este o arie protejată (arie specială de conservare — SAC, sit de importanță comunitară — SCI) din Spania întinsă pe o suprafață de 3.481,26 ha, integral pe uscat.

## Localizare
Centrul sitului Revolcadores este situat la coordonatele 38°02′49″N 2°16′50″W / 38.0469°N 2.2806°V.

## Înființare
Situl Revolcadores a fost declarat sit de importanță comunitară în aprilie 1999 pentru a proteja 40 de specii de animale. Situl a fost protejat și ca arie specială de conservare în mai 2015.

## Biodiversitate
Situată în ecoregiunea mediteraneană, aria protejată conține 11 habitate naturale: Pajiști umede mediteraneene cu ierburi înalte de Molinio-Holoschoenion, Păduri iberice de Quercus faginea și Quercus canariensis, Păduri de pin (sub-) mediteraneene cu pini negri endemici, Grohotișuri termofile și vest-mediteraneene, Lande oro-mediteraneene cu formațiuni endemice de grozamă, Pajiști uscate europene, Pante stâncoase calcaroase cu vegetație casmofită, Pseudostepă cu ierburi și specii anuale de Thero-Brachypodietea, Pajiști carstice calcaroase sau bazofile, de Alysso-Sedion albi, Pajiști alpine și subalpine calcaroase, Păduri de Quercus ilex și Quercus rotundifolia.
La baza desemnării sitului se află mai multe specii protejate:
- păsări (38): uliu porumbar (Accipiter gentilis), fâsă-de-câmp (Anthus campestris), buha (Bubo bubo), șorecarul comun (Buteo buteo), ciocârlie-cu-degete-scurte (Calandrella brachydactyla), Caprimulgus ruficollis, Certhia brachydactyla, șerpar (Circaetus gallicus), dumbrăveancă (Coracias garrulus), prepeliță (Coturnix coturnix), presură de grădină (Emberiza hortulana), Falco naumanni, șoim călător (Falco peregrinus), șoimul rândunelelor (Falco subbuteo), vânturel roșu (Falco tinnunculus), ciocârlan (Galerida cristata), Galerida theklae, vulturul pleșuv sur (Gyps fulvus), acvilă pitică (Hieraaetus pennatus), sfrâncioc roșiatic (Lanius collurio), forfecuță gălbuie (Loxia curvirostra), ciocârlie de pădure (Lullula arborea), ciocârlie de bărăgan (Melanocorypha calandra), prigoare (Merops apiaster), mierlă de piatră (Monticola saxatilis), muscar sur (Muscicapa striata), pietrar mediteranean (Oenanthe hispanica), Oenanthe leucura, pietrar sur (Oenanthe oenanthe), ciuf-pitic (Otus scops), pițigoi de brădet (Parus ater), Prunella collaris, Pyrrhocorax pyrrhocorax, silvie roșcată (Sylvia cantillans), Sylvia conspicillata, silvie de tufiș (Sylvia undata), pănțărușul (Troglodytes troglodytes), pupăză (Upupa epops)
- mamifere (2): liliacul mare cu potcoavă (Rhinolophus ferrumequinum), liliacul mic cu potcoavă (Rhinolophus hipposideros)

Pe lângă speciile protejate, pe teritoriul sitului au mai fost identificate 83 de specii de plante, 35 de specii de păsări, 6 specii de amfibieni, 12 specii de mamifere, 4 specii de nevertebrate, 11 specii de reptile.